# リヴァイアサン (ポール・オースター)
『リヴァイアサン』（Leviathan）は、1992年に出版されたポール・オースターの長編小説である。その題名はトマス・ホッブズの同名著書に因んでいる。この作品によってオースターは1993年にフランス・メディシス賞の外国小説部門賞を受賞した。

## 概要
ウィスコンシン州の北部で一人の男が突然道端で爆死する。「自由の怪人(ファントム・オブ・リバティ)」という名のテロリストが全米各地の自由の女神像のレプリカを破壊し続けていた。語り手エアロンは一報を聞いて直ちにそのテロリストが友人ベンジャミン・サックスであると確信する。FBIの刑事からの質問をさり気なく躱し、エアロンはサックスとの出会いや交流を思い出し始めた。
二人が初めて知り合ったのは、1975年に予定されていた朗読会が大雪によって中止となり、近くの酒場で話し込んだ時だった。サックスは兵役を拒否し、17ヶ月間も刑務所に入れられていたという。それから彼らは家族ぐるみの付き合いを始め、エアロンはサックスの唯一の小説『新コロッサス』を読ませて貰った。これはアメリカ合衆国の歴史上の人物が登場する作品で、後に映画化の計画も持ち上がった。
ところが、こうした友好関係に綻びが生じ始めた。エアロンがサックスの妻ファニーと肉体関係を持ってしまったからだ。1980年代になると、サックスは世間から相手にされなくなっていった。1986年7月4日、パーティー会場でサックスは非常階段の四階から地上階に落下、大怪我を負った。
ファニーの別荘に居た時に森を散歩していたサックスは道に迷ってしまい、ヒッチハイクを求めて手を挙げた。これによってドワイト・マクマーティンという若者と知り合い、自宅まで送って貰おうとサックスはドワイトの車に乗った。近道を通ろうとすると一人の男がトラックに寄り掛かって煙草を吸っていた。二人が男に声を掛けるとその男は極めて不機嫌で、ドワイトに銃を向けて三発発射、彼を殺害した。サックスは野球のバットで男を殴り殺し、警察に通報せず男のトラックでその場を離れた。食事を終えて車内を詮索するとリード・ディマジオという名のパスポートと爆弾の材料、大金が見付かった。事件の成り行きを妻のファニーに聞いて貰おうと部屋に行くと、彼女はチャールズ・スペクターという男と関係を持っている最中で、サックスは更に打ちのめされてしまう。
ディマジオの妻リリアンと懇ろになって、彼が書いたアレグザンター・バークマンに関する論文を読み、その思想信条に親炙したサックスは、ディマジオの思想を受け継ぐ形で自らの計画を実行する決意を固めた。ディマジオはトロツキー主義の影響を強く受けた環境保護活動家だったのだ。そして1988年1月16日、オハイオ州ターンブルで自由の女神像が爆破される事件が発生、その後も全米中で同様の事件が連発し、自由の怪人はメディアでも取り上げられ、一部の人々の間で人気者となった。
エアロンは真相を知る為にリリアンに電話して直接会う事を承諾して貰ったが、彼女はシカゴに引っ越したらしく、結局会えなかった。
そして、FBIの刑事ハリスがエアロンの家を訪ねて来た。自由の怪人がベンジャミン・サックスであると突き止めていたハリスに、エアロンは知っている事の全てを伝える為に自らが書いた『リヴァイアサン』の原稿を手渡すのだった。

## 登場人物
ベンジャミン・サックス
突然道端で爆死したテロリストで、エアロンの友人。
ピーター・エアロン
物語の語り手。作家として『月(ルーナ)』や『リヴァイアサン』を執筆した。
アイリス
エアロンの妻。
ファニー・サックス
ベンジャミンの妻。
マリア・ターナー
写真家。
リリアン・スターン
元売春婦でマリアの親友。
チャールズ・スペクター
ファニーの新しい男。
リード・ディマジオ
リリアンの夫。サックスによって殺害された。
アグネス・ダーウィン
編集者で、ベンジャミンが非常階段から落下する事故の原因を作った女性。
ドワイト・マクマーティン
アメリカン・フットボールの選手で、ディマジオによって銃殺された。
ワージーとハリス
FBIの刑事の二人組。